# عوینات (استان تبسه)
عوینات (به عربی: العوينات) یک شهرداری در الجزایر است که در استان تبسه واقع شده‌است.